# Nyctiphrynus yucatanicus
Nyctiphrynus yucatanicus е вид птица от семейство Caprimulgidae.

## Разпространение
Видът е разпространен в Белиз, Гватемала и Мексико.